# Metazygia lagiana
Metazygia lagiana är en spindelart som beskrevs av Levi 1995. Metazygia lagiana ingår i släktet Metazygia och familjen hjulspindlar. Inga underarter finns listade i Catalogue of Life.